# 246 (číslo)
Dvě stě čtyřicet šest je přirozené číslo, které následuje po čísle dvě stě čtyřicet pět a předchází číslu dvě stě čtyřicet sedm. Římskými číslicemi se zapisuje CCXLVI a řeckými číslicemi σμϛ.

## Matematika
246 je:
- Deficientní číslo
- Nešťastné číslo
- Nepříznivé číslo

## Chemie
- 246 je nukleonové číslo pátého nejstabilnějšího izotopu curia.[1]

## Astronomie
- (246) Asporina je planetka hlavního pásu, kterou objevil v roce 1885 Alphonse Louis Nicolas Borrelly

## Doprava
Silnice II/246 je česká silnice II. třídy vedoucí na trase Louny – Černčice – Koštice – Libochovice – Budyně nad Ohří – Roudnice nad Labem – Mělník

## Roky
- 246
- 246 př. n. l.